# Флаг муниципального округа Дорогомилово
Флаг муниципального округа Дорогомилово в Западном административном округе города Москвы Российской Федерации — опознавательно-правовой знак, служащий официальным символом муниципального образования.
Ныне действующий флаг утверждён решением Совета депутатов муниципального округа Дорогомилово от 15 сентября 2020 года № 7(40)−2СД и подлежит внесению в Государственный геральдический регистр Российской Федерации.

## Описание
«Флаг представляет собой прямоугольное красное полотнище с отношением ширины к длине 2:3, воспроизводящее фигуры герба жёлтым, белым, красным и чёрным цветом».
Описание герба гласит: «В червлёном поле, узкие края, шестикратно скошенные на золото и чёрный — правый в левую перевязь, а левый — в правую. В червлени — золотой кивер с таковым же султаном и под ним два золотые же скрещённые ружья, с серебряными замками, стволами и штыками».

## Обоснование символики
Поля, разделённые на золотые и чёрные диагональные полосы, символизируют историческое пограничное расположение села Дорогомилово на окраине древней Москвы и находившуюся в этой местности Дорогомиловскую заставу на въезде в город. Золотые и чёрные полосы напоминают окраску верстовых столбов и караульных помещений на заставе.
Золотой кивер — головной убор русских военных образца 1812 года — напоминает о событиях Отечественной войны, манёвре русских войск после Бородинской битвы и указывает на расположенный здесь известнейший Музей-панораму «Бородинская битва».
Ружья дополняют символику кивера, также отсылая к событиям 1812 года.
Примененные во флаге муниципального округа Дорогомилово цвета символизируют:
красный цвет во флаге — символ подвига, храбрости, мужества, неустрашимости, стойкости и великодушия;
жёлтый цвет (золото) — символ надежности, богатства, стабильности, устойчивости и процветания;
чёрный цвет — символ мудрости, осторожности;
белый цвет (серебро) — символ самоотверженности, верности.

## Первый флаг
Решением муниципального Собрания муниципального образования «Дорогомилово» от 26 февраля 2004 года № 2/3−мс был утверждён флаг внутригородского муниципального образования Дорогомилово.
Законом города Москвы от 11 апреля 2012 года № 11, муниципальное образование Дорогомилово было преобразовано в муниципальный округ Дорогомилово.

### Описание
«Флаг муниципального образования Дорогомилово представляет собой двустороннее, прямоугольное полотнище с соотношением сторон 2:3.
Полотнище флага состоит из двух равновеликих вертикальных полос: прилегающей к древку жёлтой и красной.
Жёлтую полосу диагонально пересекают четыре чёрные полосы, наклонённые от древка. Ширина полос и расстояние между ними равны 1/10 длины (3/20 ширины) полотнища.
В центре красной полосы помещено изображение двух перекрещённых жёлтых с чёрным ружей, штыками вверх и над ними чёрного кивера с белым султаном прямо. Габаритные размеры изображения составляют 3/8 длины и 15/16 ширины полотнища».

### Обоснование символики
Чёрные диагональные полосы на жёлтом фоне, символизируя заставу, верстовой столб, будку часового, отражают древнее название территории, известное с 1411 года, Дорогомиловская застава.
Два жёлтых ружья, сопровождаемые сверху чёрным кивером, символизируют военную историю местности, её связь с Отечественной войной 1812 года, а также расположенные на территории муниципального образования исторические памятники: музей-панораму «Бородинская битва», Кутузовскую избу, памятник М. И. Кутузову, мемориальный комплекс на Поклонной горе.